# Municipio de Logan (condado de Smith)
El municipio de Logan (en inglés: Logan Township) es un municipio ubicado en el condado de Smith en el estado estadounidense de Kansas. En el año 2010 tenía una población de 37 habitantes y una densidad poblacional de 0,4 personas por km².

## Geografía
El municipio de Logan se encuentra ubicado en las coordenadas 39°57′45″N 98°33′28″O / 39.96250, -98.55778. Según la Oficina del Censo de los Estados Unidos, el municipio tiene una superficie total de 92.78 km², de la cual 92,31 km² corresponden a tierra firme y (0,51 %) 0,47 km² es agua.

## Demografía
Según el censo de 2010, había 37 personas residiendo en el municipio de Logan. La densidad de población era de 0,4 hab./km². De los 37 habitantes, el municipio de Logan estaba compuesto por el 97,3 % blancos, el 2,7 % eran asiáticos. Del total de la población el 0 % eran hispanos o latinos de cualquier raza.